# Mee Tanjong Usi
Mee Tanjong Usi is een bestuurslaag in het regentschap Pidie van de provincie Atjeh, Indonesië. Mee Tanjong Usi telt 897 inwoners (volkstelling 2010).